# James E. Van Zandt

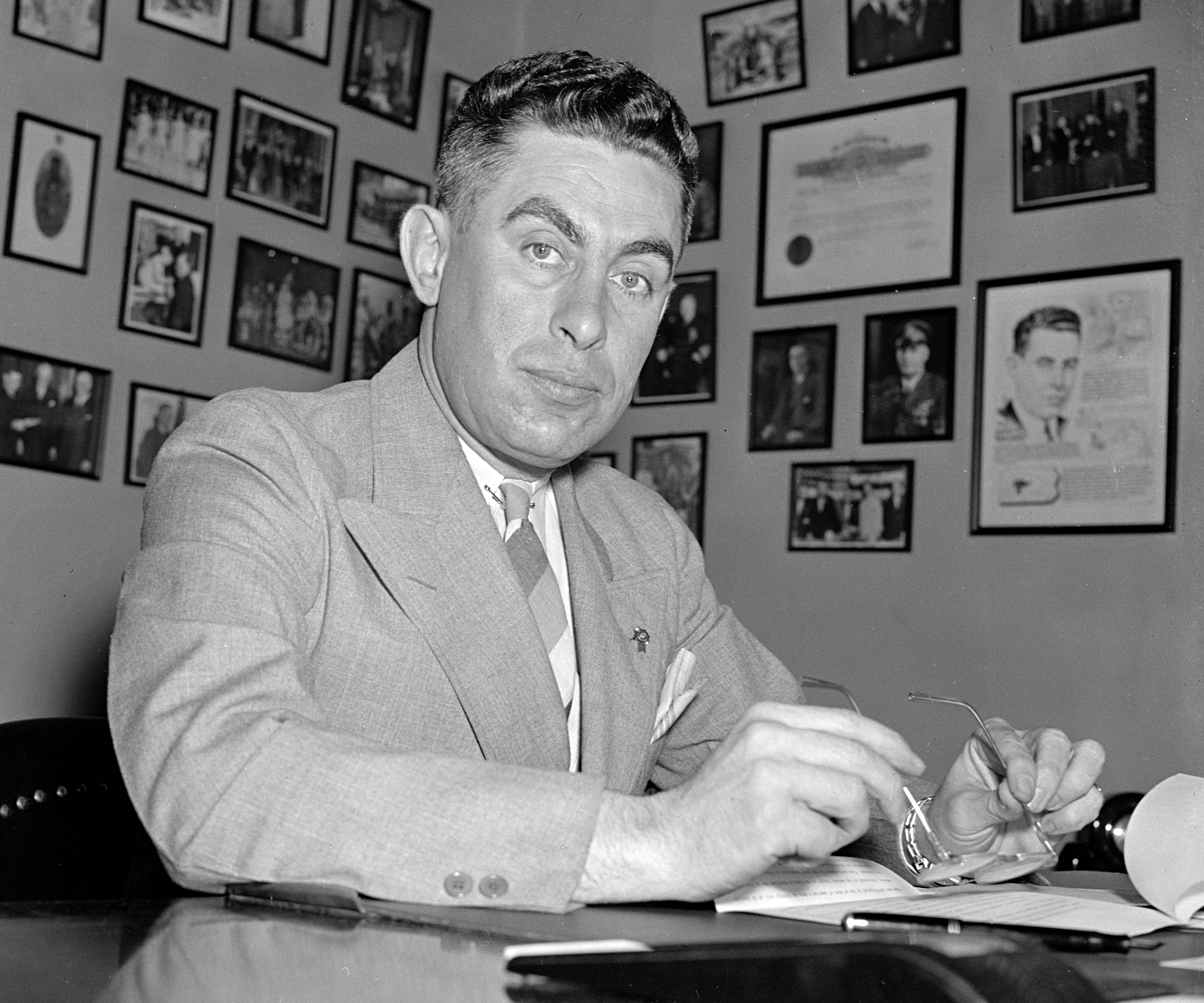
James E. Van Zandt

James Edward Van Zandt (* 18. Dezember 1898 in Altoona, Pennsylvania; † 6. Januar 1986 in Arlington, Virginia) war ein US-amerikanischer Politiker. Zwischen 1939 und 1943 sowie nochmals von 1947 bis 1963 vertrat er den Bundesstaat Pennsylvania im US-Repräsentantenhaus.

## Werdegang
James Van Zandt besuchte die öffentlichen Schulen seiner Heimat. Danach absolvierte er die Pennsylvania Railroad Apprentice School, ebenfalls in Altoona. Anschließend arbeitete er bis 1938 in verschiedenen Funktionen für die Pennsylvania Railroad. Dann wurde er in seinem Heimatbezirk als Passenger Agent tätig. Während des Ersten Weltkrieges diente er zwischen 1917 und 1919 in der US Navy. Bis 1943 gehörte er der Reserve dieser Waffengattung an. In den Jahren 1934 bis 1936 leitete er die bundesweite Veteranenorganisation vergangener Kriege (Veterans of Foreign Wars). Politisch schloss er sich der Republikanischen Partei an.
Bei den Kongresswahlen des Jahres 1938 wurde Van Zandt im 23. Wahlbezirk von Pennsylvania in das US-Repräsentantenhaus in Washington, D.C. gewählt, wo er am 3. Januar 1939 die Nachfolge von Don Hilary Gingery antrat. Nach zwei Wiederwahlen konnte er bis zu seinem Rücktritt am 24. September 1943 im Kongress verbleiben. Bis 1941 wurden dort die letzten New-Deal-Gesetze der Roosevelt-Regierung verabschiedet, denen Van Zandts Partei eher ablehnend gegenüberstand. Seit 1941 war auch die Arbeit des Kongresses von den Ereignissen des Zweiten Weltkrieges geprägt. Noch als Abgeordneter wurde Van Zandt in den aktiven Militärdienst zurückgerufen. Er diente bis 1946 an verschiedenen Kriegsschauplätzen in der Navy; bei seinem Ausscheiden aus dem Militärdienst hatte er es bis zum Konteradmiral gebracht.
Bei den Wahlen des Jahres 1946 wurde Van Zandt im 22. Distrikt seines Staates erneut in den Kongress gewählt. Nach sieben Wiederwahlen konnte er bis zum 3. Januar 1963 acht weitere Legislaturperioden im US-Repräsentantenhaus verbringen. Seit 1953 vertrat er dort als Nachfolger von Francis E. Walter den 20. Wahlbezirk. In seine 1947 beginnende zweite Zeit als Kongressabgeordneter fielen unter anderem der Beginn des Kalten Krieges, der Koreakrieg und innenpolitisch die Bürgerrechtsbewegung. Als am 1. März 1954 Nationalisten aus Puerto Rico den Kongress überfielen, entwaffnete James Van Zandt persönlich einen der Angreifer.
Im Jahr 1962 verzichtete er zu Gunsten einer dann erfolglosen Kandidatur für den US-Senat auf eine weitere Bewerbung für das US-Repräsentantenhaus. 1971 wurde er Sonderberater des Gouverneurs von Pennsylvania. James Van Zandt verbrachte seinen Lebensabend in Arlington, wo er am 6. Januar 1986 verstarb. Er wurde auf dem dortigen Nationalfriedhof Arlington beigesetzt.